# 核戦略
核戦略（かくせんりゃく、英語: Nuclear strategy）とは、核兵器の準備、抑止及び使用を計画するための戦略・軍事戦略である。

## 概要
核兵器が発明されるとその破壊力をどのように戦略的に活用すればよいのかという核戦略の議論がされるようになった。バーナード・ブロディは核兵器は僅かな使用であっても都市圏を破壊する上に有効な対抗策がないため「絶対兵器」であると称して核兵器を独特な軍事力として位置づけた。アメリカは1950年代に大量報復戦略を打ち出したが、リデル＝ハートはこの核戦略の議論で、核兵器が従来のように実施されてきた戦争の概念を旧式化したと論じた。彼の『抑止か防衛か』では通常軍備の意義を強調しながらも、戦術核兵器について戦場では威力を発揮するが、戦争そのものの規模が拡大して核戦争になると論じる。リデル・ハートに続いてオズグードの『制限戦争』、キッシンジャーの『核兵器と外交政策』、シェリングの『紛争の戦略』などによる理論的進歩があり、核兵器によっていかに核抑止を成り立たせ、また戦争においては制限戦争に留めるための戦略理論が構築された。

## 理論
核兵器は核分裂反応または核融合反応によって得られる核エネルギーを破壊力に利用した大量破壊兵器の一種であり、核戦略とは戦略爆撃機や弾道ミサイルなどの運搬手段を含めたその核兵器の破壊力を活用するための戦略である。核兵器には超高温の発熱、爆風や衝撃波などの破壊効果、放射線効果、放射性降下物の散乱、電磁パルスなどの影響を及ぼす兵器であり、従来の火砲などの兵器とは異なる性質を持っている。
核戦略はこのような核兵器の特性に立脚しながら国家の安全保障や国家の目標達成のために決められるものであり、核兵器の開発、核攻撃の目標の選定、発射管制、核攻撃に対する防護や被害管理などの手段を包括している。ただし留意すべき点として核兵器には短期間のうちに社会の機能を停止させるほどの物理的破壊力があり、したがって核攻撃がないとしても核兵器の保有によって相手の軍事行動を強く規定することができる。つまり相手国が攻撃的行動を行えば自国が懲罰的な報復を行うことを核兵器によって威嚇することで、相手国の攻撃的行動を思いとどまらせること、すなわち核抑止が可能となるのである。
ただし一般的な抑止の概念を検討すれば、三つの条件が必要であると考えられている。
- 相手国に耐え難い損害を与える報復能力
- 報復能力を使用する意志
- 事態の重大性・緊急性についての相互的認識

以上の三つはまとめて「抑止の三条件」と呼ばれており、核抑止にも適応して考えることができる。ただし抑止の理論的な説明を逸脱するような自暴的な軍事行動を相手国が選択する可能性を否定することはできない。核抑止をより確実に成り立たせるためには核戦力の充実化、政治宣伝または外交交渉を行う努力を行うことが可能であり、核実験やそれに関連する外交声明によって抑止効果を高めることができる。

## 分類
核戦略の基本的な考え方については、以下のように分類できる。

### 核抑止のための核戦略
核兵器を用いて勝利したとしてもその国益は殆ど得られず、かえって被害が拡大するために最終的な勝者が存在しないため、核兵器は核戦争の抑止または核戦争の速やかな終結のためだけに存在するという核戦略。
バーナード・ブロディは1946年の編著『絶対兵器』において「今後の軍事機構の主要な目的は、戦争に勝つことではなく、戦争を避けることでなくてはならない」と主張し、戦争抑止のための核戦略構築を提唱した。

### 敵国の目的実現拒否のための核戦略
核兵器も政治目標を達成するための兵器であり、通常戦力と同じように敵の核攻撃の被害を最小化し、国民国土を防衛して敵の軍事目標の達成を拒否する核戦略。

### 限定的・段階的な核攻撃
上記の二者の中間的なものであり、全面核戦争に至らない程度の限定的な地域で、段階的に反応するという核戦略。

### 柔軟反応戦略
柔軟反応戦略 (flexible response strategy)は、ゲリラ戦から核戦争までのあらゆる烈度の事態に対して、レベルに応じた軍事的優位を保持する能力を確立することによってあらゆる段階の戦争を抑止しようとする戦略。アメリカ統合参謀本部議長を務めたマクスウェル・テーラーらが提唱。1961年のジョン・F・ケネディ政権で採用。

### 大量報復戦略
大量報復戦略（massive retaliation strategy）は、あらゆる攻撃に対して迅速な戦略レベルの大規模核報復を行う宣言によって、ソ連によるあらゆるレベルの欧州侵攻を抑止することを目的とした戦略。欧州でのワルシャワ条約機構軍の通常戦力に対するNATO軍の通常戦力の劣勢を、通常戦力の拡充と比べてコストのかからない核戦力の拡充で補完しようとした。
1953年のアイゼンハワー政権においてニュールック戦略で発表され、1954年1月にダレス国務長官によって宣言された。
大量報復戦略の問題点は以下が挙げられる。
- 抑止の硬直性  抑止が失敗し小規模で限定的な攻撃が発生した場合であっても、アメリカは都市部への戦略核による大規模報復をするしかなく、何もしないか、全面核戦争かの選択を迫られる。そのため被抑止国は、アメリカによる報復の実効性を疑問視する可能性があり、抑止の信憑性が不十分であった。
- 核戦力の対ソ優位の崩壊 この戦略はアメリカの核戦力の圧倒的優位を前提としていた。しかし、ソ連の核戦力の拡充やICBMの開発によって、スプートニク・ショックやミサイル・ギャップ論争が起き、核戦力の優位が崩壊し、前提が崩れた。

### 相互確証破壊(MAD)
相互確証破壊（Mutual Assured Destruction,MAD、1965年）は最も知られた核抑止理論で、ロバート・マクナマラによる。元は確証破壊戦略（Assured Destruction Strategy、1954年）に遡る。

### 損害限定戦略
1964年には損害限定理論（Damage Limitation)が提唱された。

### 核先制不使用論
核兵器は破壊力が甚大であるため、先制攻撃が決定的なものとなる。そのため、先制攻撃を行うのか否かという点が、核先制不使用論または核先制使用論として核保有国間で交渉され、思案された。en:No first use参照。

### 戦略防衛構想(SDI)
1983年には戦略防衛構想（Strategic Defense Initiative, SDI)が提唱された。

## 核戦略理論の歴史
核兵器は米国で生まれたため、理論的な先駆者も米国である。ここでは米の核戦略の変遷に照らして、現在に至るまでの核戦略の流れを記述する。

### 核兵器の登場と「核抑止」という概念の芽生え
核兵器は1945年に開発され実戦で使用された。核兵器は通常兵器よりも甚大な破壊力を瞬時にもたらす特徴を持ち、その甚大さは関係者に衝撃を与えた。しかしその一方で、核兵器の登場直後は戦略家たちによる理論的な革新は見られず、核兵器は単なる「威力の巨大な爆弾」とみなされた。これについては
- 当時の核兵器の信頼性が低かった
- 運搬手段が爆撃機しかなく、迎撃される可能性があった

などの信頼性の低さが理由にあったとされる。
ランド研究所のバーナード・ブロディは、核抑止理論の初期段階で中心的役割を担った。彼は、核兵器は使用できない「絶対兵器」であると位置づけた上で、その役割は戦争の回避に限られると考え、核抑止理論を構築した。ブロディの考えは次第に支持を得て、米英に導入された。
1949年にソ連も原爆を開発し核兵器保有国となった。これにより、アメリカによる核の独占状態は崩壊したが、依然として核戦力の圧倒的優位は保持し続けた。
1954年にアイゼンハワー政権は、核戦力の優位を生かした大量報復戦略（massive retaliation strategy）を発表した。
1957年にソ連により大陸間弾道ミサイルという運搬手段が開発され、米本土が核の脅威に曝されるに至った。

### 制限戦争論
これらの理論は依然として荒さが目立ち不完全であり、多くの批判にさらされた。おもな批判者としてはブロディ自身やキッシンジャーが挙げられる。核兵器はその威力の大きさから全面戦争を不可能にしたが、核兵器が存在してもなお通常戦力を用いた朝鮮戦争やインドシナ戦争が発生したため、核兵器によって制限された制限戦争（限定戦争とも）の概念が生まれた。制限戦争下では通常兵器もまた必要であると考えられた。
キッシンジャーは、核兵器はあまりに威力が大きすぎるため、相手国を全面戦争へと巻き込むという脅し以上に使用できない、と指摘した。
一連の議論によって、核兵器が登場した時代での「通常兵器」「制限戦争」の位置づけが生まれ、核抑止理論も深まりを見せた。
制限戦争論は交渉を重視した。核抑止理論にゲーム理論が取り入れられ、戦争中の２国間には交渉の余地が存在する（双方にとって共通の利益が存在する）ことが示唆された。例えば核兵器を両国が持っていれば、互いの核兵器使用による甚大な破壊を回避することは両国の共通の利益となる。したがって、戦争が制限されることと交渉によって制限が生じることには妥当性がある。通常兵器と交渉の重要性は高まった。

### 戦術核の理論
制限戦争論に関する議論はさらに続いた。戦術核をこの理論にどう組み込むのかという問題が生じた。当時は（現在もであるが）戦略核と戦術核の境界は不確定であった。
戦術核の使用をロバート・オスグッドなどは唱えたが、核兵器の戦術的使用は全面核戦争へと発展する可能性があり、戦術核は使用されるべきではないとブロディやリデル・ハートなどは論じた。
欧州における運用政策では、通常戦力におけるワルシャワ条約機構軍に対するNATO軍の劣勢を、通常戦力の拡充と比べてコストのかからない戦術核で補完しようとした。

### 核戦略議論の全盛期
1960年代は、核抑止理論がもっとも活発に議論された時期であり、多様な分析がなされ、理論が生まれた。その中で、地上に配備されたICBMの脆弱性が核抑止を不安定化していると指摘され、第一撃からの残存性が高いSLBMが開発された。ケネディ政権ではマクナマラ国防長官が制限戦争理論に基づき通常戦力も含めた戦力の整備を進め、1962年には柔軟反応戦略を採用した。
また抑止理論の心理学的な考察もなされた。チャールス・オスグッドなどは、政治的な緊張緩和に軍縮が有効であり、これをきっかけとして互いがさらなる緊張緩和や軍縮に進むことができるとして、段階的相互緊張緩和策を唱えた。これは国際関係において無視されがちな「善意」や「信頼」といったものを平和へとつなげる理論として評価されている。

### 停滞
1970年代以後、核理論への関心は急速に薄れていく。およそ核戦略と呼べるものが研究され尽くしてしまったということもあるが、なにより国際関係の決定要因としての軍事力が相対的に弱まったのである。制限戦争論では国際関係の中核が交渉となったが、軍事力はその交渉の圧力となりにくい側面が出てきた。軍事力は、かつてはエスカレーション理論のもと、現状より強力な武力を用いると脅しをかけることで他国に圧力をかけることができた。しかし理論上は両国とも戦争の激化を防ぐことにこそ共通の利益を見いだせたはずである。すなわち、戦争の激化を留めることこそが利益となるのに、エスカレーションによる脅しをかけるのは論理的に矛盾している。ベトナム戦争で実証されたように、米国は北ベトナムよりはるかに巨大な力を持っていたにもかかわらず、北ベトナムを屈服させることはできなかった。エスカレーションの影響力が限定的であることが明らかになった。
また旧ソ連は核兵器が各地で管理されず、テロリストなどに拡散するリスクから非核化支援が議論された。1991年に米国でブッシュ大統領政権において「ナン=ルーガー法案」が採決され、核軍縮への道筋がついた。これ以後は軍事力だけでなく、国家を多面的にとらえた国際関係論が構築されていくこととなる。

### 冷戦終結後
1991年のソ連崩壊に伴い冷戦が終結したため、ソ連一国を抑止の対象とした米国の核戦略の前提が大きく変化した。ならずもの国家や地域覇権国を目指す第三世界国家への核拡散、中堅核保有国の核戦力の近代化、2001年以降は核テロリズムなどによる脅威などが生じた。これらの多様な脅威に対しては、従来の全面核戦争を抑止する核戦略のみで抑止することは困難となるため、新たな核戦略と軍備管理の方法が模索された。従来の核抑止が機能しない状況に対しては、ミサイル防衛やハイテク通常戦力による対処も考えられた。
2002年のジョージ・W・ブッシュ政権は核態勢見直し（2002NPR）において、地域ごとの多様な脅威に対処する必要性から、それぞれの地域や相手国に適応したテイラード抑止を宣言した。また「新たな核の３本柱」として①核と通常戦力を合わせた打撃力、②ミサイル防衛能力、③核産業インフラの整備が示されている。
オバマ政権は、2009年のプラハ演説で「核兵器廃絶」の目標を掲げ、2010年の核態勢見直し（2010NPR）において、核戦争を遠のいた脅威、核テロリズムと核拡散を差し迫った脅威と位置付け、中ロとの戦略的安定性を確保する必要があるとし、協力する姿勢を示した。また通常戦力に対する核兵器の役割を低減する方向性を示し、潜水艦発射型核巡航ミサイルの退役を決定した。2013年のベルリンにおいてオバマ大統領は、戦略核及び戦術核の大幅削減の協力をロシアに呼び掛けたが、通常戦力でNATOに劣勢でありその補完を核兵器に依存するロシアはこの提案を拒否した。

### ミサイル防衛（MD)
近年では、新たな拒否的抑止の手段としてイージス弾道ミサイル防衛システムやパトリオットミサイルなどで多重化されたミサイル防衛システムが整備されている。MDは損害限定能力を向上させる。

### ハイテク兵器・次世代兵器
核兵器は、削減圧力が強く、使用にあたっても政治的リスクが高い。そのため極超音速ミサイルや対艦弾道ミサイルなど、高速なためミサイル防衛網でも対処が難しい精密打撃通常戦力を用いた、武装解除的な対兵力攻撃による損害限定能力と拒否的抑止の向上が考えられ、これらの兵器の開発が進んでいる。

### 大国間競争の時代
2014年のロシアによるクリミア併合と核恫喝、2022年のロシアによる核恫喝を伴うウクライナ侵攻、中国による台湾周辺での軍事演習などが示すように「核の忘却」の時代は終わり、核を背景にした大国間競争の時代が復活した。近い将来、米国、中国、ロシアの３カ国の核大国間とその他の国々が相互に多層的に影響しあう時代となり、核戦略の前提が再び大きく変化することが予想される。また限定核戦争の危機も現実化しているため、実際に使用できる低出力核の必要性が顕在化し、その態勢の整備が進められている。
2018年にトランプ政権は核態勢見直し（2018NPR）を策定し、ロシアと中国との大国間競争を米国・同盟国の安全保障における最重要課題に位置付けた。その中で、核兵器の「唯一目的」の否定を明記し、核兵器の役割を再拡大する方針を示し、低出力核オプション導入を決定した。これはロシアによる低出力核の先行使用を抑止するためのオプションの空白を埋めることを目的としているとされる。またそれに伴ない海洋発射型核巡航ミサイル（SLCM-N）の新規開発を決定した。これは戦術航空機搭載型の核戦力の、即応性の低さや接近阻止・領域拒否（A2/AD）能力に対する脆弱性を補完するためと指摘されている。
2022年にバイデン政権は核態勢見直し（2022NPR）を策定した。その中で、現状変更国家に対抗するために柔軟な抑止態勢を整備することが宣言された。しかし、トランプ政権で決定した海洋発射型核巡航ミサイル（SLCM-N）の開発中止が決定され、これは一貫性に欠けると指摘されている。

## 日本における核戦略
日本においては、日米安全保障条約とともに米国から核の傘を提供してもらうことによって核抑止力を得てきた。詳細については「核抑止」などの記事を参照されたい。
なお一部の論者からは、かねてから日本の核武装論が唱えられてきた。これについては日本の核武装論を参照。